# Everett (Washington)
Everett es la capital y la mayor ciudad del condado de Snohomish, en el estado de Washington.
Llamada así en honor de Everett Colby, hijo del fundador de la ciudad Charles L. Colby.  Está situada a 40 km al norte de Seattle. En el censo del año 2000 se registró una población de 91 488 habitantes, convirtiéndose en la sexta mayor ciudad del estado. Desde entonces la ciudad ha seguido creciendo, y se estima que en abril de 2009 alcanzó una población de 99 384 habitantes. En 2003 recibió un premio All-America City Award.

## Historia
El territorio sobre el que fue fundado Everett fue adquirido en 1855 con la firma del Tratado de Point Elliott, mediante el cual se confirmaba la rendición de los indígenas de la región. El asentamiento permanente de descendientes de europeos comenzó en 1861, cuando Dennis Brigham construyó una cabaña reclamando 160 acres (0.6 km²) de terreno en la costa de la Bahía de Port Gardner.  Los siguientes años se asentó en la zona un puñado de colonos, pero no fue hasta 1890 cuando se planteó seriamente la planificación urbanística de la población.
El 17 de julio de 1890, el barco de vapor Queen of the Pacific ("Reina del Pacífico") partió de Tacoma rumbo a Alaska con Henry Hewitt, Jr. and Charles L. Colby a bordo.  Durante este viaje formularon planes para construir una ciudad industrial en la península que se extiende a lo largo de los arenales del río Snohomish. El 22 de agosto de 1890 los hermanos Rucker presentaron sus planos en Port Gardner, que cubrían 50 acres de ciudad frente a la bahía en lo que es la actual ciudad de Everett. Estos planos fueron retirados más tarde para acomodarse a los planes de Hewitt y Colby.
El 1 de septiembre de 1890, Henry Hewitt presentó una fianza para adquirir la parcela Davys, en lo que es el extreme norte del actual Everett.  Este proceso de adquisición generó el nacimiento de la Everett Land Company, más tarde ampliada con Charles L. Colby y Colgate Hoyt. En octubre de 1890, el grupo Hewitt-Colby decidió nombrar a su ciudad industrial con el nombre de Everett Colby, el hijo ya cincuentón del fundador Charles L. Colby, quien había mostrado siempre un apetito voraz para cenar. Por su parte, Everett Colby había sido llamado así por el político Edward Everett.
El 19 de noviembre de 1890 fue presentada el acta fundacional de la Everett Land Company, con Henry Hewitt Jr. como presidente. El 26 de noviembre los hermanos Rucker transfirieron 434.15 acres de su propiedad en la península de Everett a Hewitt. Tres días más tarde es escrito el llamado "The Remarkable Document" ("El Documento Destacable"), fijando los términos por los que los hermanos Rucker donarían la mitad del resto de sus explotaciones a cambio del cumplimiento de ciertas promesas de desarrollo específicas.
La compañía compró muchas de las tierras de los Rucker tomándolos como socios menores. Everett fue fundada oficialmente el 4 de mayo de 1893, el año en que llegó a la ciudad el Gran Ferrocarril del Norte. Hewitt y los Rucker habían supuesto que James J. Hill, dueño del ferrocarril, haría de la ciudad el final de la línea, lo que la convertiría en la principal población de la región. Sin embargo, decidió Hill continuó su construcción a lo largo de la costa del estrecho de Puget hasta Seattle. Aunque tuvieron un gran éxito al construir la ciudad, la Everett Land Company fue un fracaso para sus inversores. Los inversores externos se retiraron y los fondos de la compañía fueron transferidos a una nueva compañía controlada por Hill. Los hermanos Rucker ayudaron a negociar el acuerdo y se quedaron en Everett, convirtiéndose en los principales ciudadanos de la joven ciudad.
El ferrocarril y las minas supusieron una parte importante del futuro de la ciudad. La comunidad minera de Monte Cristo dependía de los suministros por ferrocarril para su supervivencia.  Se esperaba que el ferrocarril atravesase las montañas y para transportar de forma fluida el mineral extraído, que se era fundido en Everett. Entonces se desarrollaron las serrerías y la actividad portuaria: en Everett fueron construidos una docena de barcos fluviales de vapor destinados a la fiebre del oro de Yukón.
Varios supervivientes de la revuelta de Bellingham (4 de septiembre de 1907) se asentaron en Everett durante dos meses, hasta que fueron vencidos y expulsados por la fuerza por una turba el 5 de noviembre de 1907. El 5 de noviembre de 1916 tuvo lugar la masacre de Everett, cuando una turba armada encabezada por el Sheriff local Donald McRae se enfrentó a tiros a miembros del sindicato IWW. Los miembros del IWW llegaron en el barco de vapor Verona y solicitaron desembarcar, pero el sheriff les negó se permiso.  Hubo disparos y al menos murieron 5 miembros del IWW.  También murieron 2 hombres del piquete del sheriff, alcanzados accidentalmente por algunos borrachos que formaba parte del grupo.

## Geografía

### Topografía
Everett está localizado a 47.963434, -122.200527). La ciudad es uno de los núcleos que componen el área metropolitana de Seattle. Everett está situado en la península de Port Gardner, formada por la bahía de Port Gardner al oeste y el río Snohomish al norte y este. Los nuevos barrios de la ciudad generalmente se extienden hacia el sur de este punto, hasta unas 8 millas (13 km) aproximadamente.
Según la Oficina del Censo de los Estados Unidos la ciudad tiene una extensión total de 47,7 millas² (123,4 km²), de los cuales 32,5 millas² (84,2 km²) son en tierra y 15,1 millas² (39,2 km²) se distribuyen sobre el agua. El 31,79 % de la extensión de Everett está sobre el agua de la desembocadura del río Snohomish.

### Municipios limítrofes
| Noroeste: Port Gardner Bay            | Norte: Marysville | Noreste: Marysville |
| Oeste: Hat Island/Estuario Possession |                   | Este: Lake Stevens  |
| Suroeste: Mukilteo                    | Sur: Mill Creek   | Sureste: Snohomish  |

### Clima
El clima de Everett está muy influenciado por las masas de aire marino que tienden a moderar las temperaturas produciendo variaciones estacionales menos acusadas que en el resto de regiones vecinas del interior.
| Media de Parámetros climáticos en 30 años (Paine Field) | Ene          | Feb         | Mar         | Abr         | May         | Jun         | Jul         | Ago         | Sep         | Oct         | Nov          | Dic          | Año           |
| ------------------------------------------------------- | ------------ | ----------- | ----------- | ----------- | ----------- | ----------- | ----------- | ----------- | ----------- | ----------- | ------------ | ------------ | ------------- |
| Temp. Máximas. (°C)                                     | 46 (8)       | 49 (9)      | 53 (12)     | 58 (39)     | 64 (18)     | 68 (20)     | 73 (23)     | 74 (23)     | 69 (21)     | 60 (16)     | 51 (11)      | 45 (7)       | 59 (15)       |
| Temp. mínimas °F (°C)                                   | 34 (1)       | 35 (2)      | 37 (3)      | 41 (5)      | 46 (8)      | 51 (11)     | 54 (12)     | 54 (12)     | 49 (9)      | 42 (6)      | 37 (3)       | 34 (1)       | 44 (7)        |
| Precipitaciones pulgadas (mm)                           | 4.37 (111.0) | 3.41 (86.6) | 3.86 (98.0) | 2.96 (75.2) | 2.57 (65.3) | 2.26 (57.4) | 1.32 (33.5) | 1.35 (34.3) | 2.09 (53.1) | 3.25 (82.6) | 5.11 (129.8) | 4.99 (126.7) | 37.54 (953.5) |

## Economía

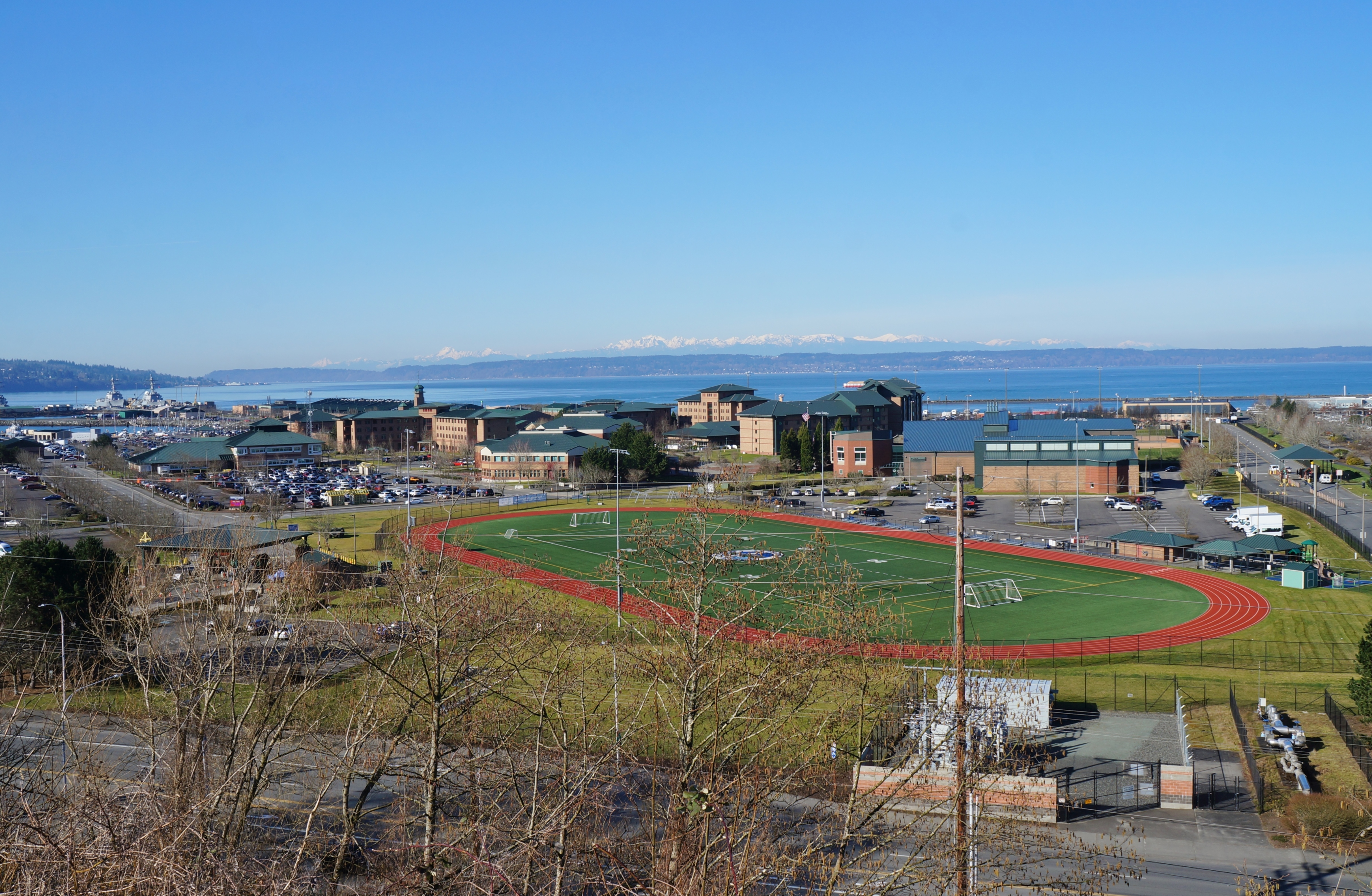
Base Naval de la Marina en Everett.

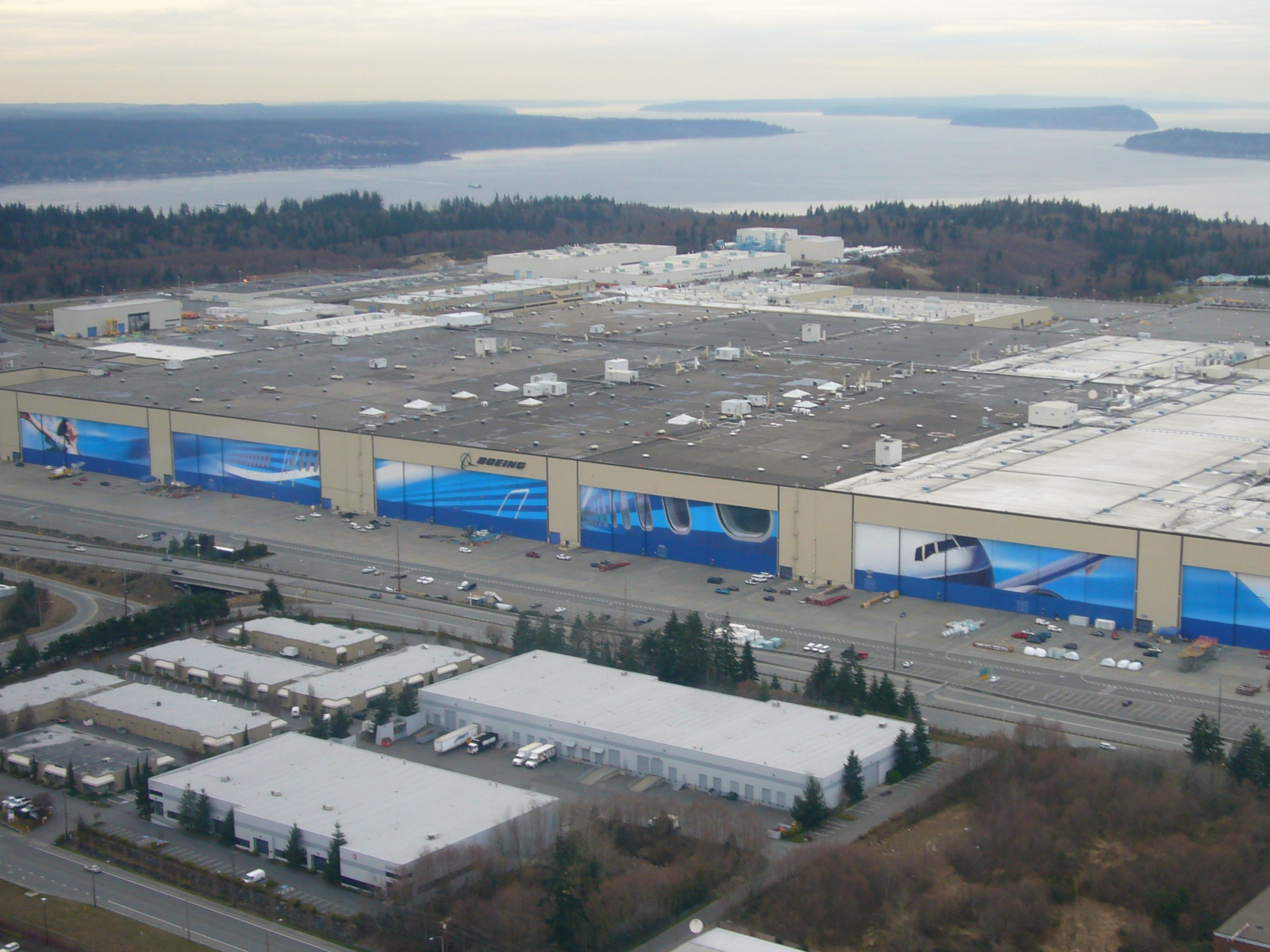
Factoría de Boeing en Everett.

La vida de Everett mira al mar: Posee un importante puerto mercante internacional y la mayor marina pública de la costa oeste de los Estados Unidos. Además,en 1984 Everett fue elegida para ser base naval de portaaviones   (Naval Station Everett).  La base fue inaugurada oficialmente en 1992 y el 8 de enero de 1997 se convirtió en la sede del portaaviones USS Abraham Lincoln.
En Everett se encuentra la factoría de Boeing donde se fabrican sus modelos de avión 767 y 777.  Esta fábrica es el mayor edificio del mundo en volumen (13,3 millones de metros cúbicos).  En esta factoría trabajan unas 80.000 personas.

## Demografía
| Gráfica de evolución demográfica de Everett entre 1900 y 2009       |
|                                                                     |
| Fuente:United States Census Bureau Gráfica elaborada por: Wikipedia |

| 1900  | 1910   | 1920   | 1930   | 1940   | 1950   | 1960   | 1970   | 1980   | 1990   | 2000   | 2009   |  |
| ----- | ------ | ------ | ------ | ------ | ------ | ------ | ------ | ------ | ------ | ------ | ------ |  |
| 7.838 | 24.814 | 27.664 | 30.567 | 30.224 | 33.849 | 40.304 | 53.622 | 54.413 | 69.961 | 91.488 | 99.384 |  |

En el censo  de 2000, residían en la ciudad 91,488 personas, repartidas en 36,325 viviendas y 21,613 familias.  La densidad de población es 2,814.6 personas/milla² (1,086.9/km²).  En el 31.9% de las viviendas habitan niños menores de 18 años. El 42,1% de las viviendas pertenecen a parejas casadas, mientras que en el 12.5% viven mujeres sin marido.  En el 40.5% de las viviendas viven personas sin relación de parentesco y en el 31.7 % viven personas solas.  El 8.5% de las viviendas están ocupadas por personas solas mayores de 65 años.  La medida de ocupación de las viviendas es de 2.4 personas, y la media de los grupos familiares es de 3.04 individuos.
Atendiendo a las edades, el 25.1% son menores de 18 años; el 12.3% está entre 18 y 24 años; el 33.3% están entre los 25 y los 44; el 18.9% está en el rango de edad entre 45 y 64; y el 10.3% son mayores de 65 años.  La media de edad de la ciudad se sitúa en los 32 años.  En total, por cada 100 mujeres hay 103.5 hombres, mientras por cada 100 mujeres mayores de 18 años hay 102.8 hombres.
La media salarial por vivienda está en los $40.100 anuales, mientras que por familia los ingresos medios son de $46.743.  La media de ingresos de los hombres es de $35.852 frente a los $28.841 de las mujeres.  La renta per cápita de la ciudad es de $20.577.  Alrededor del 10.1% de las familias y el 12.9% de la población vive bajo el umbral de la pobreza; de estas personas, el 16.1% son menores de 18 y el 12.1% son mayores de 65 años.
La distribución de la población por origen étnico es:
- 81.05% raza blanca.
- 6.31% asiáticos.
- 3.35% afroamericanos.
- 1.56% nativos norteamericanos.
- 0.36% nativos de islas del Pacífico.
- 3.13% de otras razas.
- 4.25% mezcla de varias razas.

Las personas de origen hispano incluidas en alguna de los grupos anteriores suponen un 7.15% de la población.

### Crimen
En 2009, Everett estuvo en el puesto 90.º de mayor criminología de los Estados Unidos, de entre 393 ciudades estudiadas
En 2008, Everett tuvo 1.183 robos en coches y 76 hurtos, lo que suponen 78.7 hurtos cada 100.000 habitantes, el doble que la media nacional situada en 32.2 hurtos por cada 100.000 habitantes
Además, en 2008 hubo un asesinato, algo muy por debajo de la media nacional.

## Personalidades célebres

### Arte
- Nancy Coleman, actriz.
- Carol Kaye, autora musical.
- Kenny Loggins, cantautor.
- Glenn Beck, presentador de radio y televisión conservador.
- Chris Miller, director, productor y guionista de cine.

### Deportes
- Randy Couture, luchador de lucha grecorromana.

### Política
- Henry M. Jackson, congresista y senador demócrata.

## Ciudades hermanadas
Everett está hermanada con las siguientes ciudades:
- Iwakuni, Japón
- Sligo, Condado de Sligo, Irlanda
- Sovetskaya Gavan, Rusia